# Muharram

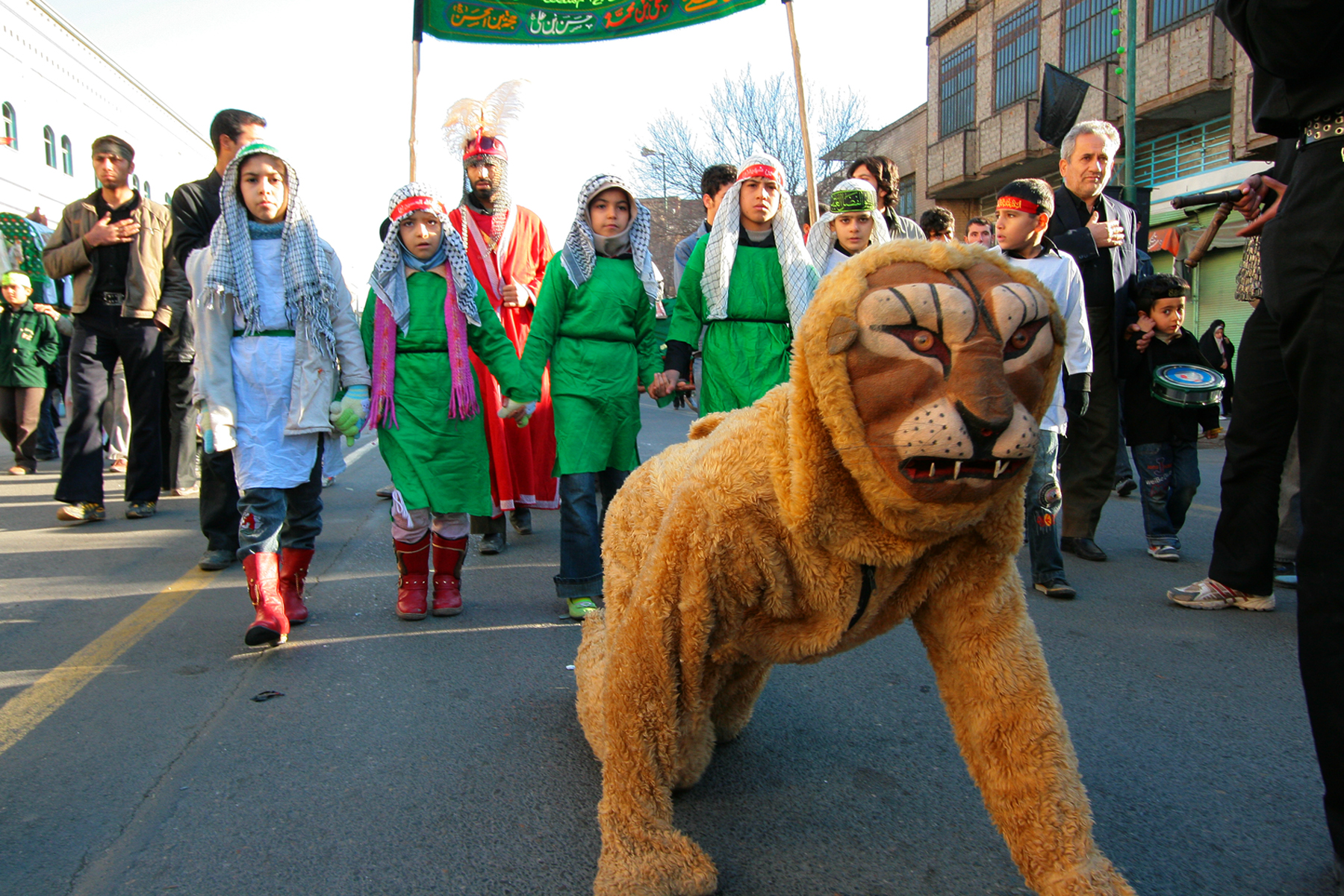
Upamiętnienie Muharram w Iranie.

Muharram (arab. ‏محرّم‎) – nazwa pierwszego miesiąca kalendarza muzułmańskiego. Jego nazwa wywodzi się od arabskiego słowa حرام (haram) oznaczającego „zakazany” lub „święty”. Genezą tej nazwy jest zakaz prowadzenia wojen i walk plemiennych w tym okresie przez plemiona Beduinów zamieszkujących Półwysep Arabski przed islamem. W czasach dżahilijji w miesiącu tym odbywano pielgrzymki do miejsc kultu religijnego. W czasach współczesnych pierwsze dziesięć dni miesiąca muharram zgodnie z tradycją uważa się za szczęśliwe, czego odzwierciedleniem jest duża liczba zawieranych małżeństw w tym okresie.
Ważne daty:
- 10. dnia miesiąca muharram szyici obchodzą krwawe święto Aszura.
- 16. dnia muharramu obchodzi się rocznicę ustanowienia kibli.
- 17. dzień muharramu to Dzień Słonia, czyli rocznica zwycięstwa nad jemeńskimi wojskami w Mekce, w roku urodzin Mahometa (570 r. n.e.). Dowódca wojsk jemeńskich Abraha był etiopskim namiestnikiem, który podczas walki dosiadał słonia.

| Hidżry | Od                   | Do                   |
| ------ | -------------------- | -------------------- |
| 1415   | 11 czerwca 1994      | 9 lipca 1994         |
| 1416   | 31 maja 1995         | 28 czerwca 1995      |
| 1417   | 19 maja 1996         | 16 czerwca 1996      |
| 1418   | 8 maja 1997          | 6 czerwca 1997       |
| 1419   | 28 kwietnia 1998     | 26 maja 1998         |
| 1420   | 17 kwietnia 1999     | 16 maja 1999         |
| 1421   | 6 kwietnia 2000      | 4 maja 2000          |
| 1422   | 26 marca 2001        | 23 kwietnia 2001     |
| 1423   | 15 marca 2002        | 13 kwietnia 2002     |
| 1424   | 4 marca 2003         | 2 kwietnia 2003      |
| 1425   | 21 lutego 2004       | 21 marca 2004        |
| 1426   | 10 lutego 2005       | 10 marca 2005        |
| 1427   | 31 stycznia 2006     | 28 lutego 2006       |
| 1428   | 20 stycznia 2007     | 18 lutego 2007       |
| 1429   | 10 stycznia 2008     | 7 lutego 2008        |
| 1430   | 29 grudnia 2008      | 27 stycznia 2009     |
| 1431   | 18 grudnia 2009      | 16 stycznia 2010     |
| 1432   | 7 grudnia 2010       | 5 stycznia 2011      |
| 1433   | 26 listopada 2011    | 25 grudnia 2011      |
| 1434   | 15 listopada 2012    | 13 grudnia 2012      |
| 1435   | 5 listopada 2013     | 3 grudnia 2013       |
| 1436   | 25 października 2014 | 23 listopada 2014    |
| 1437   | 14 października 2015 | 12 listopada 2015    |
| 1438   | 2 października 2016  | 31 października 2016 |
| 1439   | 21 września 2017     | 19 października 2017 |
| 1440   | 11 września 2018     | 9 października 2018  |
| 1441   | 1 września 2019      | 29 września 2019     |
| 1442   | 20 sierpnia 2020     | 17 września 2020     |
| 1443   | 10 sierpnia 2021     | 7 września 2021      |
| 1444   | 30 lipca 2022        | 28 sierpnia 2022     |
| 1445   | 19 lipca 2023        | 17 sierpnia 2023     |
| 1446   | 7 lipca 2024         | 5 sierpnia 2024      |